# 4258 Ryazanov
A 4258 Ryazanov (ideiglenes jelöléssel 1987 RZ2) a Naprendszer kisbolygóövében található aszteroida. Ljudmila Georgijevna Karacskina fedezte fel 1987. szeptember 1-jén.